# Astroinginerie
Astroingineria sau ingineria pe scară astronomică sau ingineria astronomică este ingineria care implică operațiuni cu obiecte astronomice întregi (planete, stele etc.). Este o temă cunoscută a științifico-fantasticului, precum și o chestiune de cercetare științifică recentă și de inginerie a explorării spațiale.
Pe scara Kardașev, civilizațiile (extraterestre) de tip II și III pot valorifica energia la scara necesară astroingineriei.

## Exemple

### Ingineria explorării spațiale
- Sferea Dyson sau roiul Dyson și alte construcții similare reprezintă megastructuri ipotetice descrise inițial de Freeman Dyson ca un sistem de sateliți pe orbita soarelui care îi captează energie solară, sistem menit să închidă complet o stea și să îi capteze cea mai mare parte sau întreaga cantitate a energiei sale radiante.[4]
- Cultivarea stelară este un proces prin care o civilizație avansată poate elimina o parte substanțială a materiei unei stele într-o manieră controlată pentru alte utilizări.
- Creierul Matrioșka este un calculator ipotetic făcut din sfere concentrice în jurul unei stele, care se folosesc de diferențialul de temperatură dintre straturi pentru a genera muncă computațională.
- Motoarele stelare sunt o clasă de megastructuri ipotetice care utilizează resursele unei stele pentru a genera muncă disponibilă (denumită și exergie). De exemplu, acestea pot utiliza energia stelei pentru a produce muncă mecanică, electrică sau chimică sau pot utiliza impulsul luminii emise de stea pentru a produce o forță de împingere, capabilă să controleze mișcarea unui întreg sistem solar.[5]
- Disc Alderson[6] (numit astfel după Dan Alderson, inițiatorul său) este o megastructură artificială astronomică ipotetică, un platou gigant cu o grosime de câteva mii de kilometri. Soarele se află în gaura din centrul discului. Perimetrul exterior al unui disc Alderson ar fi aproape echivalent cu orbita planetei Marte sau a planetei Jupiter.
- Statoreactorul Bussard este un tip de statoreactor care acumulează hidrogen din mediul interstelar pentru a suștine o reacție de fuziune și a propulsa nava spațială.

### Științifico-fantastic
- În seria Lumea Inelară a lui Larry Niven, un inel cu o lungime de cca. un milion de mile este construit și centrat (pentru a simula gravitația) în jurul unei stele la distanța de aproape o unitate astronomică (aproximativ 150 milioane km). Inelul poate fi văzut ca o versiune funcțională a unei sfere Dyson cu suprafața interioară a 3 milioane de planete de dimensiune terestră. Deoarece este doar o sferă Dyson parțială, ea poate fi văzută ca o construcție a unui civilizații intermediare între tipul I și  II. Atât sferele Dyson, cât și Lumea Inelară au probleme cauzate de instabilitate gravitațională, totuși - un accent major al seriei Lumea Inelară este confruntarea cu această instabilitate în fața prăbușirii parțiale a civilizațiilor din Lumea Inelului.
- Morlock din Pierdut în timp de Stephen Baxter ocupă o cochilă sferică în jurul soarelui având diametrul orbitei pământului, care se rotește pentru a creea gravitație de-a lungul unei singure benzi. Suprafața interioară a cochiliei de-a lungul acestei benzi este locuită de culturi în multe etape inferioare de dezvoltare, în timp ce civilizația K II Morlock utilizează întreaga structură pentru energie și calcul.[necesită citare]
- În episodul Star Trek: Generația următoare "Relics", Enterprise descoperă o sferă Dyson care a fost abandonată.[7]
- În universul Halo, The Forerunners  au creat multe megastructuri artificiale de dimensiuni planetare, cum ar fi lumile inele Halo, cele două arce și lumile scutului, care reprezintă  micro-sfere Dyson. Una dintre cele mai cunoscute creații ale Precursorului au fost Drumurile Stelare: cabluri imense, indestructibile care leagă planete și sisteme stelare.
- În filmul Elysium,a fost construit un habitat spațial la scară uriașă pentru a orbita Pământul și este capabil să susțină permanent viața.
- În Trilogia Corelliană (cărțile Star Wars Legends), sistemul Corellian a fost construit de o civilizație antică necunoscută, folosind o Centerpoint Station pentru a transporta planetele pe distanțe interstelare și "repulsori planetari" pentru a manevra planetele în orbitele lor.
- În universul fictiv The Culture al lui Iain M. Banks, un orbital este un habitat spațial construit în formă de inel, care are un diametru de circa 3 milioane de kilometri. Rotația inelului simulează atât gravitația, cât și un ciclu zi-noapte asemănător unui corp planetar care orbitează o stea.
- Cochilia Dyson este varianta sferei Dyson reprezentată cel mai adesea în ficțiune. Este o cochilie solidă uniformă de materie în jurul stelei, spre deosebire de un roi de sateliți pe orbită în jurul stelei.[8] Ca răspuns la scrisorile sugerate de unele reviste și ziare, Dyson a răspuns: "O cochilie solidă sau un inel care înconjoară o stea este mecanic imposibilă. Forma de "biosferă" pe care eu am avut-o în vedere reprezintă o colecție sau o mulțime de obiecte care se deplasează pe orbite independente în jurul stelei respective."[9]

## Galerie

Cochilie Dyson
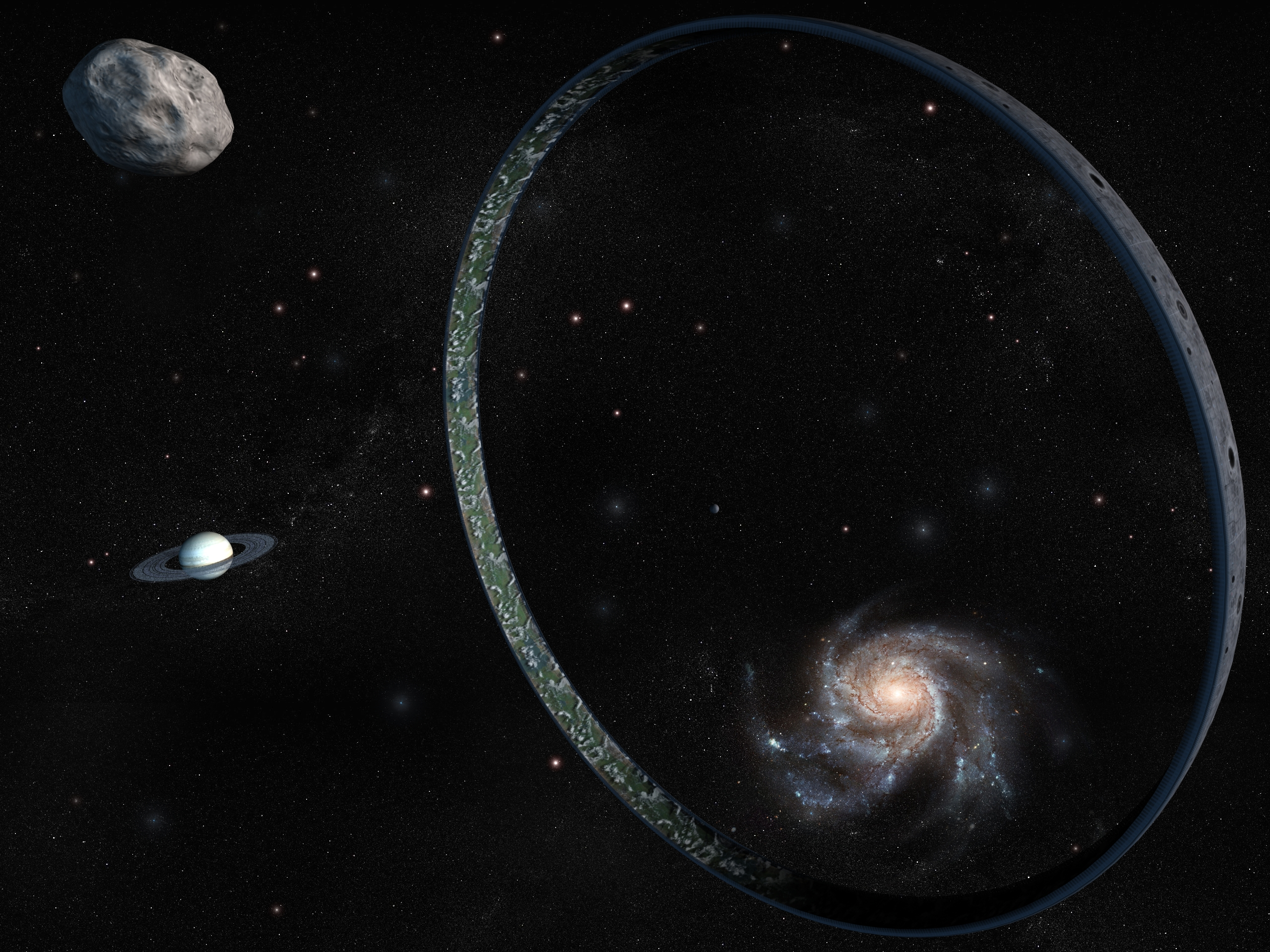
Orbital fără nici un hub aparent
Disc Alderson
Un plan propus pentru un inel orbital